# Parafia Matki Boskiej Szkaplerznej w Rodnowie
Parafia Matki Boskiej Szkaplerznej w Rodnowie – parafia rzymskokatolicka znajdująca się w archidiecezji warmińskiej, w dekanacie Górowo Iławeckie.